# Zbrodnia w Siedliskach
Zbrodnia w Siedliskach – mord dokonany przez okupantów niemieckich 15 marca 1943, którego ofiarą padła pięcioosobowa rodzina Baranków ze wsi Siedliska pod Miechowem oraz czterech ukrywanych przez nią Żydów.

## Przebieg zbrodni
Wincenty Baranek był właścicielem dobrze prosperującego gospodarstwa w Siedliskach pod Miechowem. Wraz z żoną, dwoma synami i macochą mieszkał w domu położonym w środkowej części wsi. W okresie niemieckiej okupacji Baranek pełnił funkcję naczelnika miejscowej Straży Wiejskiej. Jednocześnie pod koniec 1942 roku  zgodził się ukryć pod swoim dachem pięciu żydowskich mężczyzn. Owymi uciekinierami byli prawdopodobnie miechowscy krawcy Gotfriedowie vel Goldfingerowie (ojciec i synowie).
Wczesnym rankiem 15 marca 1943 do Siedlisk przyjechało furami 5–6 funkcjonariuszy Sonderdienstu, którym towarzyszył żandarm Neumann z posterunku w sąsiednich Zagorzycach. Jeden z Niemców udał się do sołtysa Piotra Reguckiego i polecił mu zwołać miejscowych mężczyzn do gospodarstwa Baranków. W tym samym czasie pozostali policjanci otoczyli gospodarstwo. Przybyłym na wezwanie sołtysa mężczyznom Niemcy rozkazali opróżnić strych domu oraz poddasze zabudowań gospodarczych ze zgromadzonej tam słomy. Gdy wbrew swoim przypuszczeniom nie znaleźli tam żydowskich uciekinierów, polecili chłopom zebrać się na podwórku, a kilku członków Sonderdienstu zaczęło przeszukiwać gospodarstwo. Niedługo później Niemcy znaleźli kryjówkę, która znajdowała się między domem a zabudowaniami gospodarczymi. Wyciągnięto z niej żydowskiego mężczyznę, którego zaprowadzono w pobliże znajdującej się na podwórku studni i tam zastrzelono. Następnie Niemcy rozkazali mieszkańcom Siedlisk opuścić gospodarstwo, sami natomiast kontynuowali rewizję. Udało im się jeszcze znaleźć trzech Żydów, których rozstrzelali na miejscu. Nie zdołali natomiast natrafić na ślad piątego uciekiniera, gdyż prawdopodobnie opuścił on kryjówkę poprzedniej nocy.
Po odnalezieniu i zabiciu wszystkich Żydów policjanci udali się do domu Baranków, gdzie rozpoczęli brutalne przesłuchanie gospodarzy (towarzyszyła temu alkoholowa libacja) . Po zakończeniu przesłuchania Wincentego i Łucję Baranków zaprowadzono do stodoły i tam rozstrzelano. Następnie funkcjonariusze Sonderdienstu wyprowadzili z domu obu synów Baranków, dziewięcioletniego Tadeusza i trzynastoletniego Henryka, którym rozkazali uklęknąć przy wrotach stodoły, po czym zamordowali ich strzałami w tył głowy.
Masakrę przeżyła jedynie macocha Wincentego, Katarzyna Baranek z d. Kopeć, która dzięki swej drobnej figurze zdołała ukryć się w szczelinie między piecem a ścianą. Niemcy odjeżdżając z Siedlisk, rozkazali mieszkańcom odnaleźć kobietę i w ciągu 24 godzin doprowadzić ją na posterunek żandarmerii w Miechowie. Zagrozili jednocześnie, że w przypadku niewykonania rozkazu rozstrzelają 40 miejscowych Polaków. Mieszkańcy wsi zastraszeni egzekucją Baranków wykonali polecenie i następnego dnia zawieźli Katarzynę do Miechowa, gdzie została zamordowana.
Przebieg mordu wskazywał, że Niemcy dobrze wiedzieli, że w gospodarstwie Baranków ukrywani są Żydzi. Winą za ich dekonspirację obarczany jest zazwyczaj Bolesław Falencki, żołnierz AK, który aresztowany przez Gestapo załamał się pod wpływem tortur i wydał Niemcom kilkunastu członków konspiracji. Sprawa mordu w Siedliskach została poruszona w czasie procesu Falenckiego, który toczył się w Krakowie w latach 1947–1948, lecz sąd ostatecznie oczyścił oskarżonego z zarzutu wydania Baranków. Stało się tak głównie dzięki zeznaniom, jakie złożył na jego korzyść Jakub Bochner – miechowski Żyd, któremu Falencki ocalił życie w czasie okupacji. Niemniej Krystyna Samsonowska ocenia, że większość dostępnych przesłanek wskazuje na odpowiedzialność Falenckiego za dekonspirację Baranków. Nie można jednak całkowicie wykluczyć możliwości, że rodzina padła ofiarą donosu. Z relacji mieszkańców Siedlisk wynika bowiem, że zarówno uciekinierzy, jak też ich opiekunowie nie zachowywali szczególnych środków ostrożności, przez co we wsi zdawano sobie sprawę, że w gospodarstwie Baranków ukrywają się Żydzi.

## Upamiętnienie
Po dokonaniu mordu Niemcy polecili kilku miejscowym rolnikom pogrzebać zabitych Żydów za stodołą Baranków. Wincentego, Łucję i ich synów pozwolili pochować na miejscowym cmentarzu, jednakże bez pogrzebu. Na tym samym cmentarzu, lecz w osobnym grobie, spoczęła Katarzyna Baranek.
15 marca 2012 roku Narodowy Bank Polski wprowadził do obiegu monety okolicznościowe upamiętniające trzy polskie rodziny zamordowane za pomoc Żydom – Ulmów z Markowej, Kowalskich ze Starego Ciepielowa, oraz Baranków z Siedlisk.
3 lipca 2012 roku Wincenty Baranek, Łucja Baranek i Katarzyna Baranek zostali pośmiertnie odznaczeni medalem „Sprawiedliwy wśród Narodów Świata”. 24 grudnia 2012 tym samym odznaczeniem uhonorowano Henryka i Tadeusza Baranków .
Postanowieniem prezydenta RP Bronisława Komorowskiego z dnia 8 listopada 2013 Wincenty Baranek, Łucja Baranek i Katarzyna Baranek zostali pośmiertnie odznaczeni Krzyżem Komandorskim Orderu Odrodzenia Polski.
O losach rodziny Baranków wspomina film dokumentalny Życie za życie z 2007 roku (reż. Arkadiusz Gołębiewski).